# Wohn- und Geschäftshaus Bodenstein

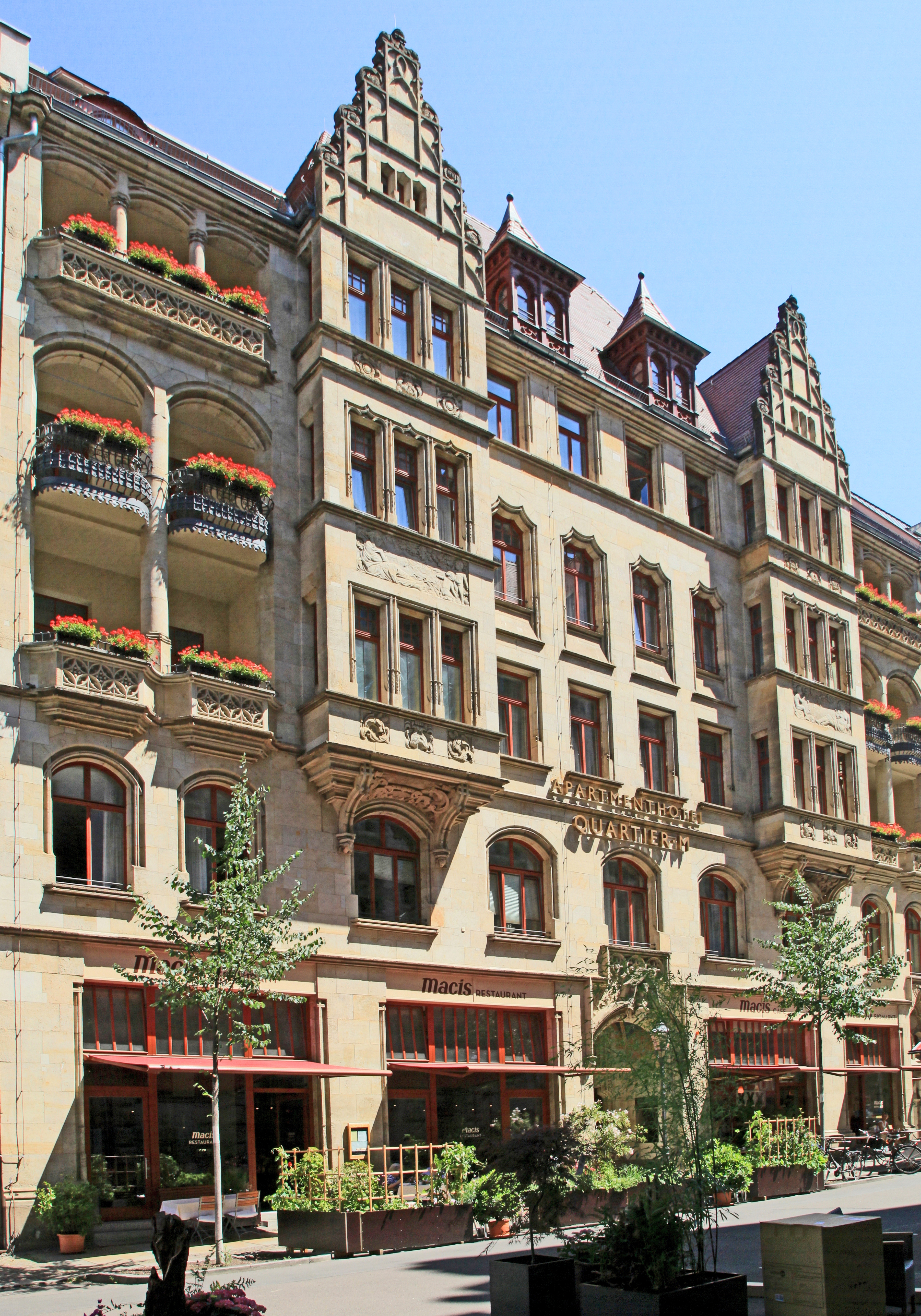
Front Markgrafenstraße (2015)

Das Wohn- und Geschäftshaus Bodenstein befindet sich in der Leipziger Innenstadt. Es steht unter Denkmalschutz.

## Lage
Das Haus liegt im Südwesten der City zwischen der Markgrafen- und der Ratsfreischulstraße (bis 2000 Schulstraße) nahe dem Neuen Rathaus. Es hat die Adressen Markgrafenstraße 10 und Ratsfreischulstraße 3.

## Geschichte
In den Jahren 1900/1901 ließ sich der Leipziger Weinhändler Adolf Bodenstein nach Plänen der Leipziger Architekten Richard Lucht und Theodor Quietzsch ein Wohn- und Geschäftshaus errichten. Es grenzte im Nordwesten an das 1877 entstandene Haus des Kaufmännischen Vereins und nach Südosten an das Logenhaus der Freimaurerloge Minerva zu den drei Palmen.

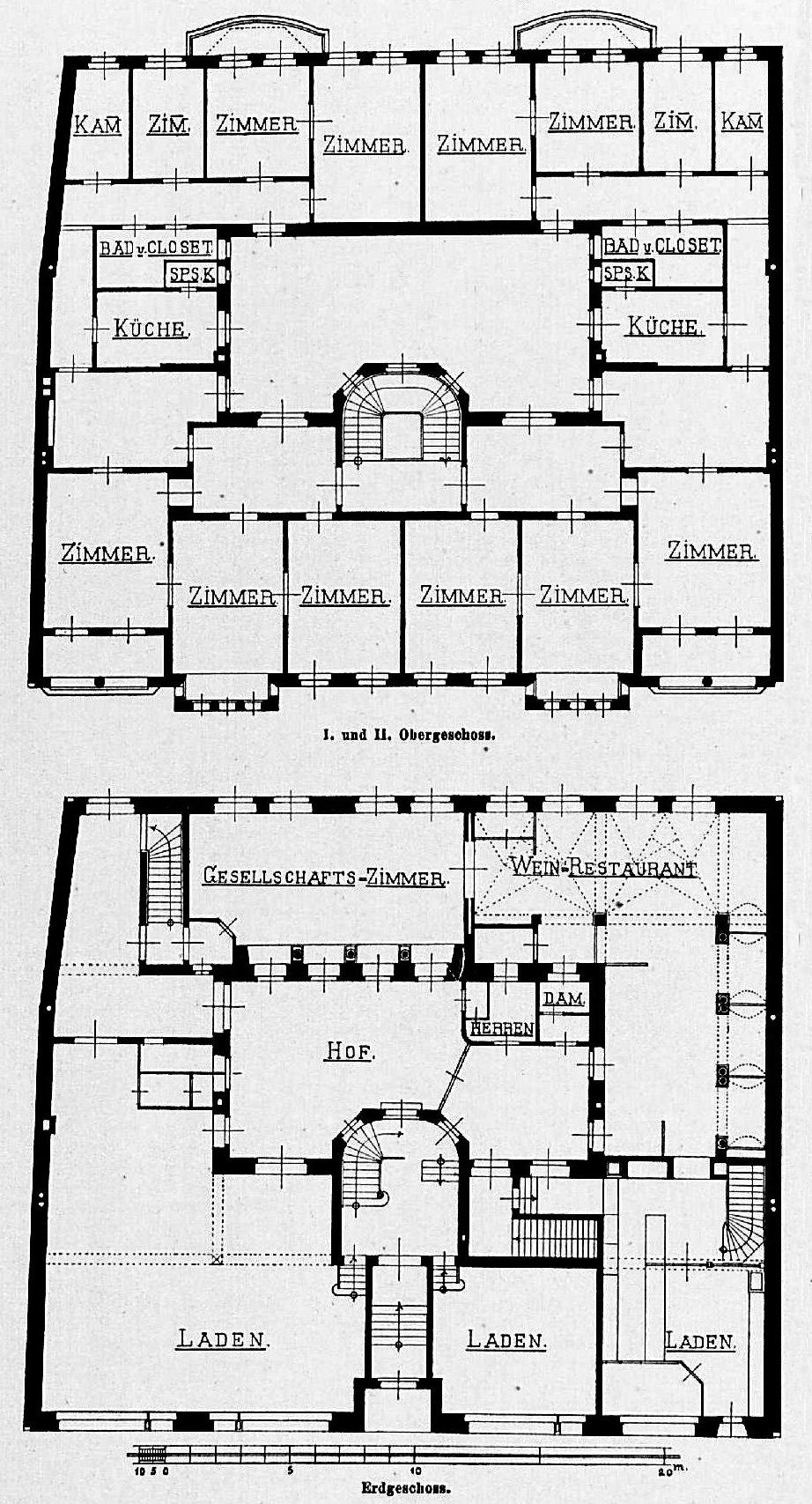
Grundrisse 1901
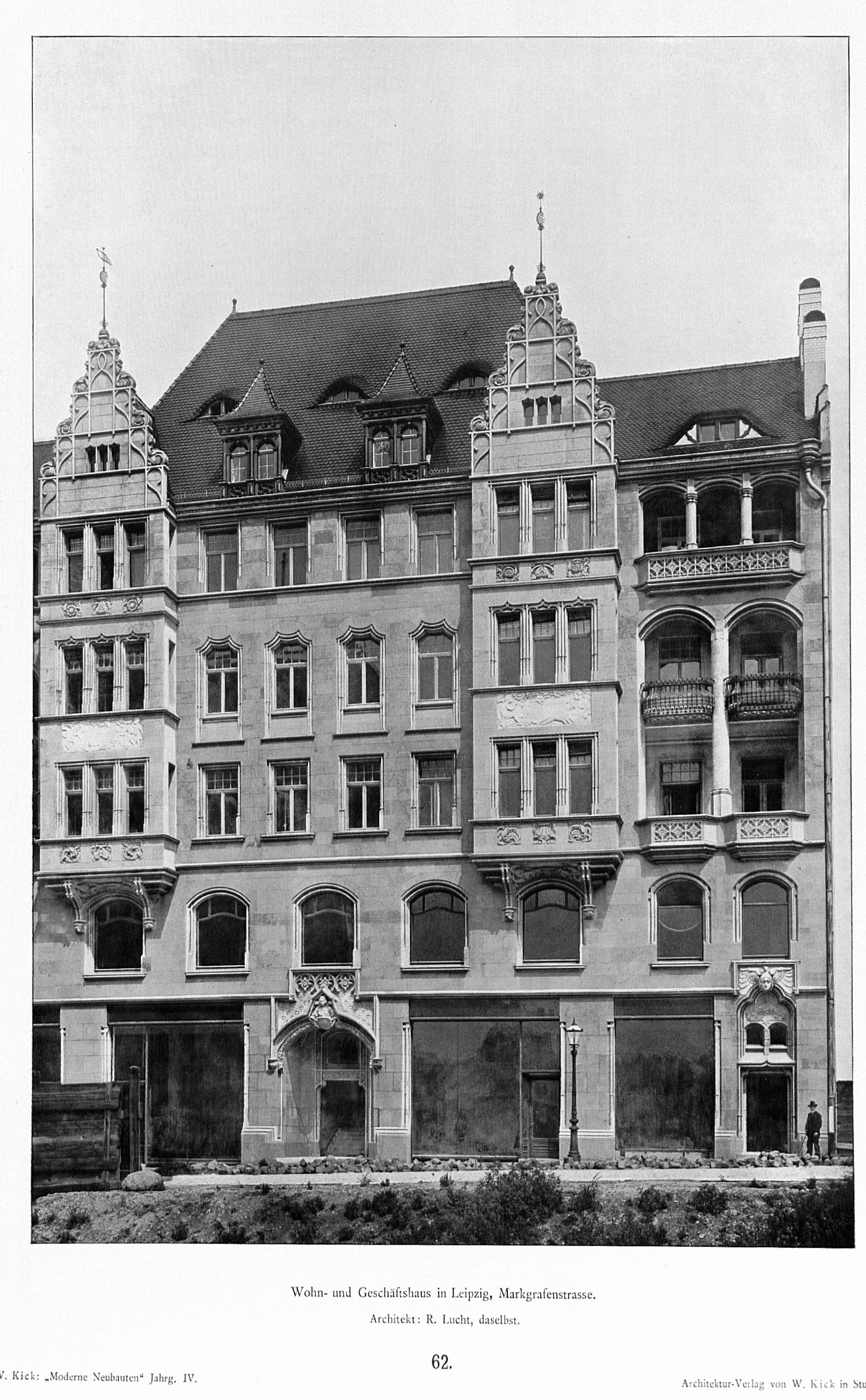
Markgrafenstr. 1902
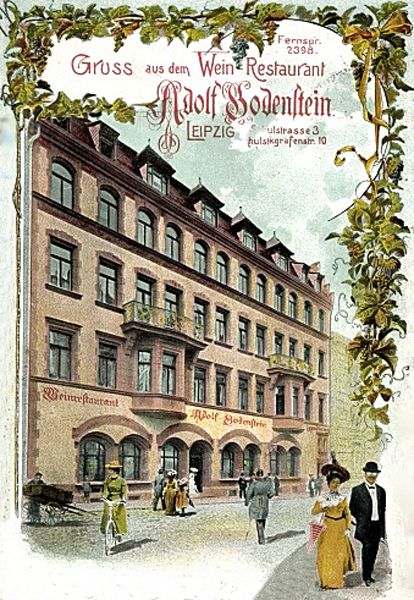
Schulstraße 1903
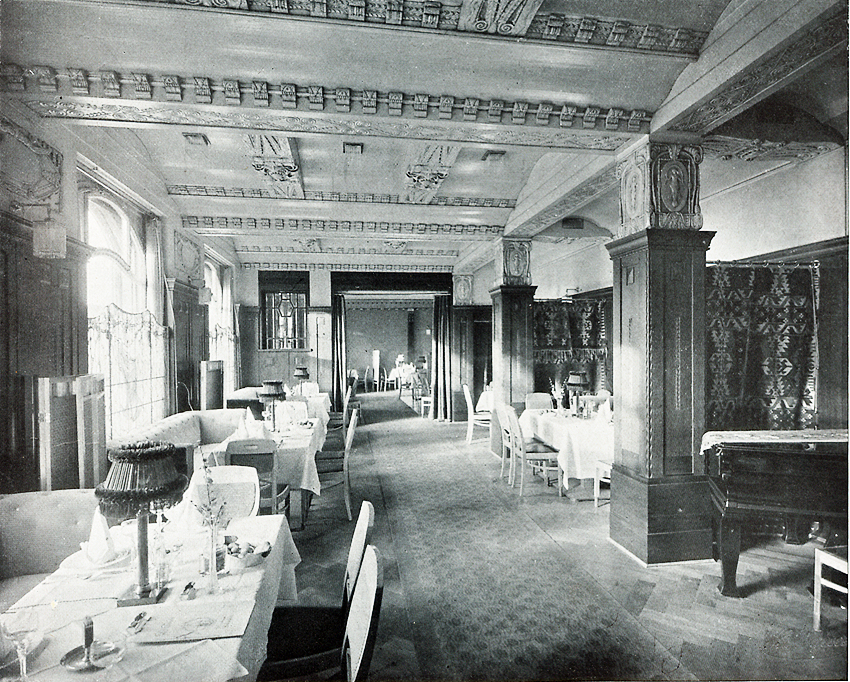
„Zur Traube“ 1908

Im Erdgeschoss richtete Bodenstein Läden und ein Weinrestaurant ein. Die oberen Etagen enthielten je zwei großzügige Wohnungen, wobei er die erste Etage selbst bewohnte und als Geschäftsräume nutzte. Im zweigeschossigen Keller, der wegen der auf dem ehemaligen Burggraben der Pleißenburg angelegten Markgrafenstraße besonders tief gegründet werden musste, befand sich das Weinlager. 1908 ließ Bodenstein die Inneneinrichtung des Weinlokals vom Leipziger Architekten Karl Poser neu gestalten, das nun „Zur Traube“ hieß.
Den Zweiten Weltkrieg hat das Haus relativ unversehrt überstanden. Im Jahr 2009 wurde es umfassend saniert und teilweise restauriert.
Seit 2019 werden im Erdgeschoss unter dem Firmennamen Macis ein Biomarkt, eine Biobäckerei und ein Biorestaurant betrieben. In den oberen Etagen befindet sich das Apartmenthotel Quartier M mit 47 Apartments unterschiedlicher Größe.

## Architektur

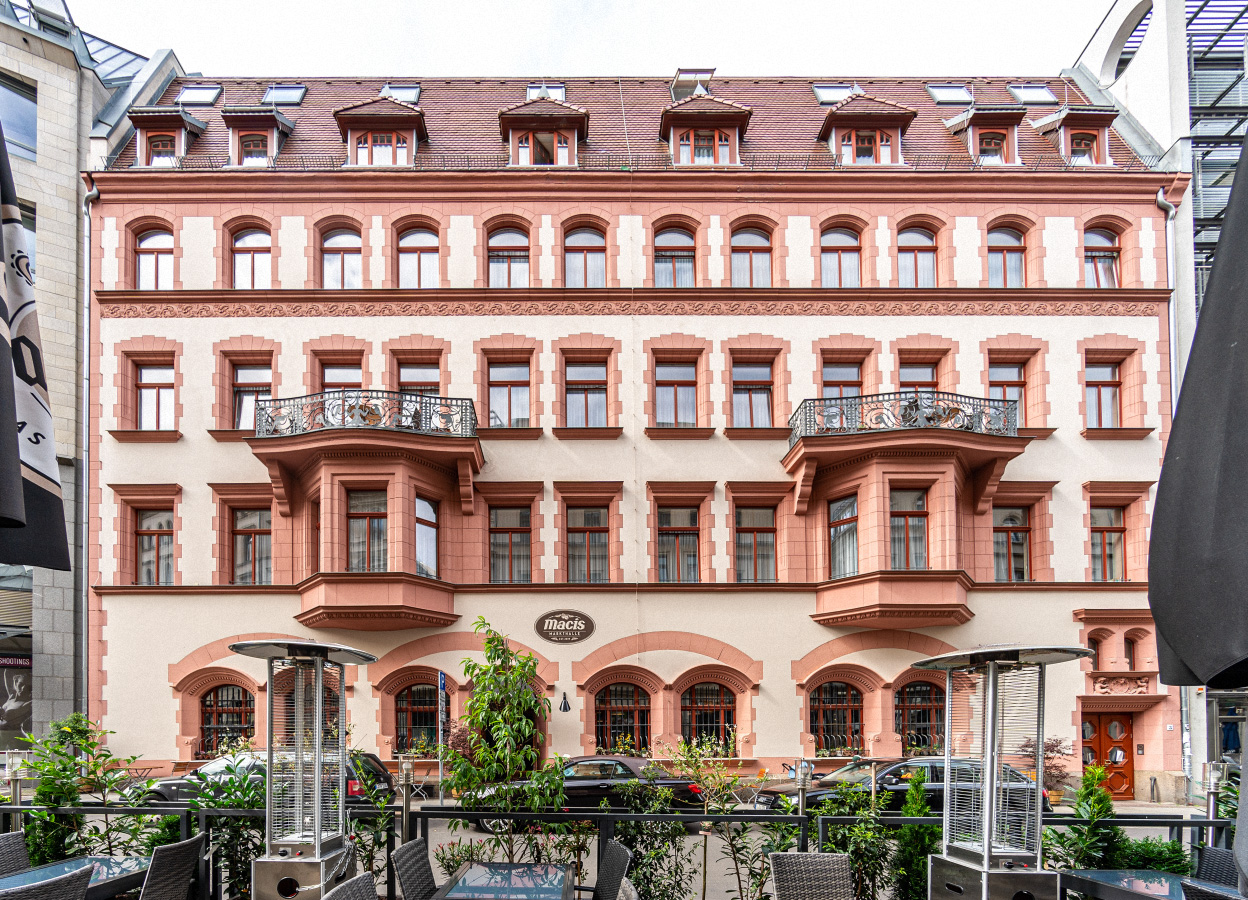
Front zur Ratsfreischulstraße (2020)

Der Vierseitbau auf einer nahezu rechteckigen Grundfläche von etwa 30 × 25 Metern umgibt einen kleinen Lichthof von etwa 14 × 7 Metern. Der Gebäudeteil zur Markgrafenstraße ist fünfgeschossig, während in jenem zur Ratsfreischulstraße wegen der zur Errichtungszeit in der Schulstraße vorgeschriebenen Höhenbegrenzung das letzte Stockwerk nur als Mansarde ausgebildet ist.
Die Front zur Markgrafenstraße ist sandsteinverblendet und reich gegliedert mit zwei dreigeschossigen durch Volutengiebel bekrönten Kastenerkern und zweigeschossigen Loggien mit Rundbögen. Der Dekor weist neugotische und renaissanceartige Elemente und solche des Jugendstils auf.
Die Seite zur Ratsfreischulstraße ist einfacher gehalten. Sie trägt eine durch roten Kunststein gegliederte Putzfassade mit Rundbogenöffnungen im Erdgeschoss und zwei polygonalen einstöckigen Erkern, die als Boden für zwei Balkone mit kunstvollem Schmiedegitter dienen.
Die Dächer der Schauseiten sind ziegelgedeckt und mit Gauben bestückt, während die Verbindungsteile Flachdächer aufweisen.